# Martres-Tolosane
Martres-Tolosane ist eine französische Gemeinde mit 2.388 Einwohnern (Stand 1. Januar 2022) im Département Haute-Garonne in der Region Okzitanien in der historischen Grafschaft Comminges. Sie ist berühmt für ihre Fayencemanufakturen. Die Bevölkerungszahl stieg von 1.884 (1962) auf den heutigen Stand an.

## Geographie
Martres-Tolosane liegt am Bewässerungskanal Canal de Saint-Martory, 60 km südwestlich von Toulouse. An der südlichen Gemeindegrenze verläuft die Garonne, im Norden ihr späterer Zufluss Bernès. Die Anbindung an das Straßennetz Frankreichs wird durch die Autoroute A64 und die Route nationale 117 hergestellt, die Eisenbahnstation an der Bahnstrecke Toulouse–Bayonne heißt ebenfalls Martres-Tolosane.

## Geschichte
Die Gemeinde ist eine alte Bastide, eine im Mittelalter gegründete und weitgehend in einem Zug erbaute Stadt Südfrankreichs. Die Errichtung einer Bastide erfolgte nach wirtschaftlichen, politischen oder militärischen Überlegungen.
In gallo-römischer Zeit (52 v. Chr. bis 486 n. Chr.) stand hier eine große und prachtvolle Villa, genannt Villa romaine de Chiragan. Sie war eine der imposantesten Villenbauten des römischen Reiches. Ausgrabungen förderten Marmorskulpturen zutage, die heute im Musée Saint-Raymond von Toulouse ausgestellt sind.
Eine vorchristliche Nekropole befindet sich in der Nähe, ebenfalls der vermutliche Schlachtort der bataille de Saint Vidian gegen die Sarazenen. Nach einer Legende soll der heilige Vidian hier, als er im Kampf unterlag, mit letzter Kraft sein Schwert fortgeworfen haben. Wo es in der Erde stecken blieb, entsprang eine Quelle, die noch heute seinen Namen trägt, ebenso ein See und ein Brunnen.
Der Jakobsweg nach Santiago de Compostela über Saint-Bertrand-de-Comminges führt durch den Ort.
Während des Zweiten Weltkriegs war Martres-Tolosane am 10. Juni 1944 Schauplatz eines Massakers an Zivilisten durch die 2. SS-Panzerdivision „Das Reich“ – nochmals am 8. und 18. August 1944.

## Bevölkerungsentwicklung
| Jahr                       | 1962 | 1968 | 1975 | 1982 | 1990 | 1999 | 2006 | 2016 |
| Einwohner                  | 1884 | 2024 | 1909 | 1925 | 1929 | 1687 | 2054 | 2369 |
| Quellen: Cassini und INSEE |      |      |      |      |      |      |      |      |

## Kultur und Sehenswürdigkeiten
Siehe auch: Liste der Monuments historiques in Martres-Tolosane
- 2007 gab es noch neun Fayencemanufakturen im Ort
- Die Kirche Saint-Vidian ist im Gotik-Baustil errichtet. Zahlreiche Sarkophage und Marmorskulpturen sind erhalten.
- Zu Trinitatis (Dreifaltigkeitstag) wird das Fest von Saint-Vidian mit einer Schlachtenszenerie gefeiert.
- Ein Donjon (Wohnturm) vom Beginn des 13. Jahrhunderts steht beim Ort.

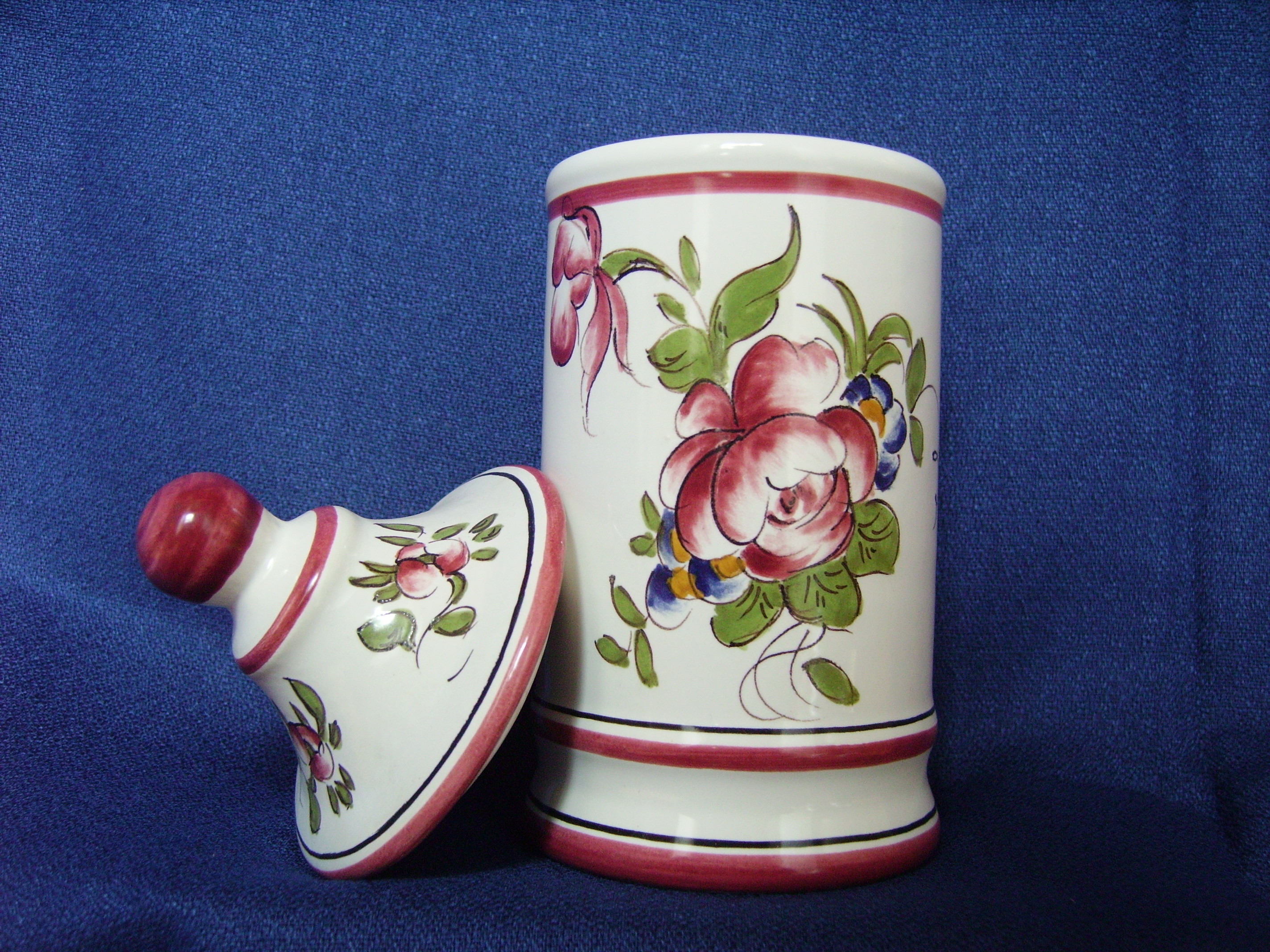
Fayencekrug aus Martres-Tolosane
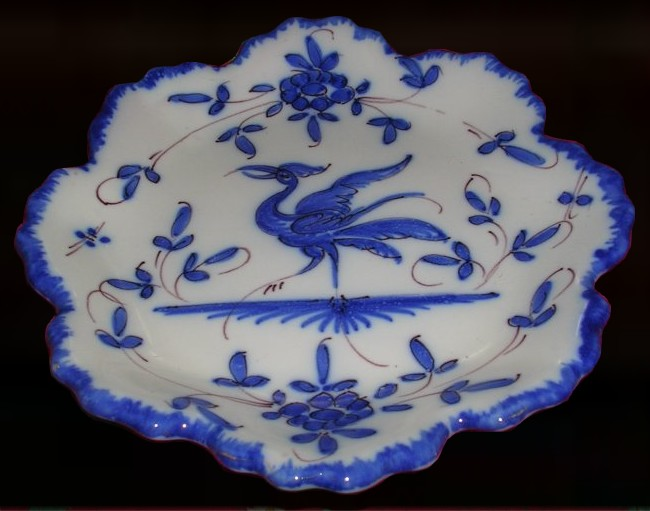
Fayenceteller ebd.
Marmorbüste aus Chiragan
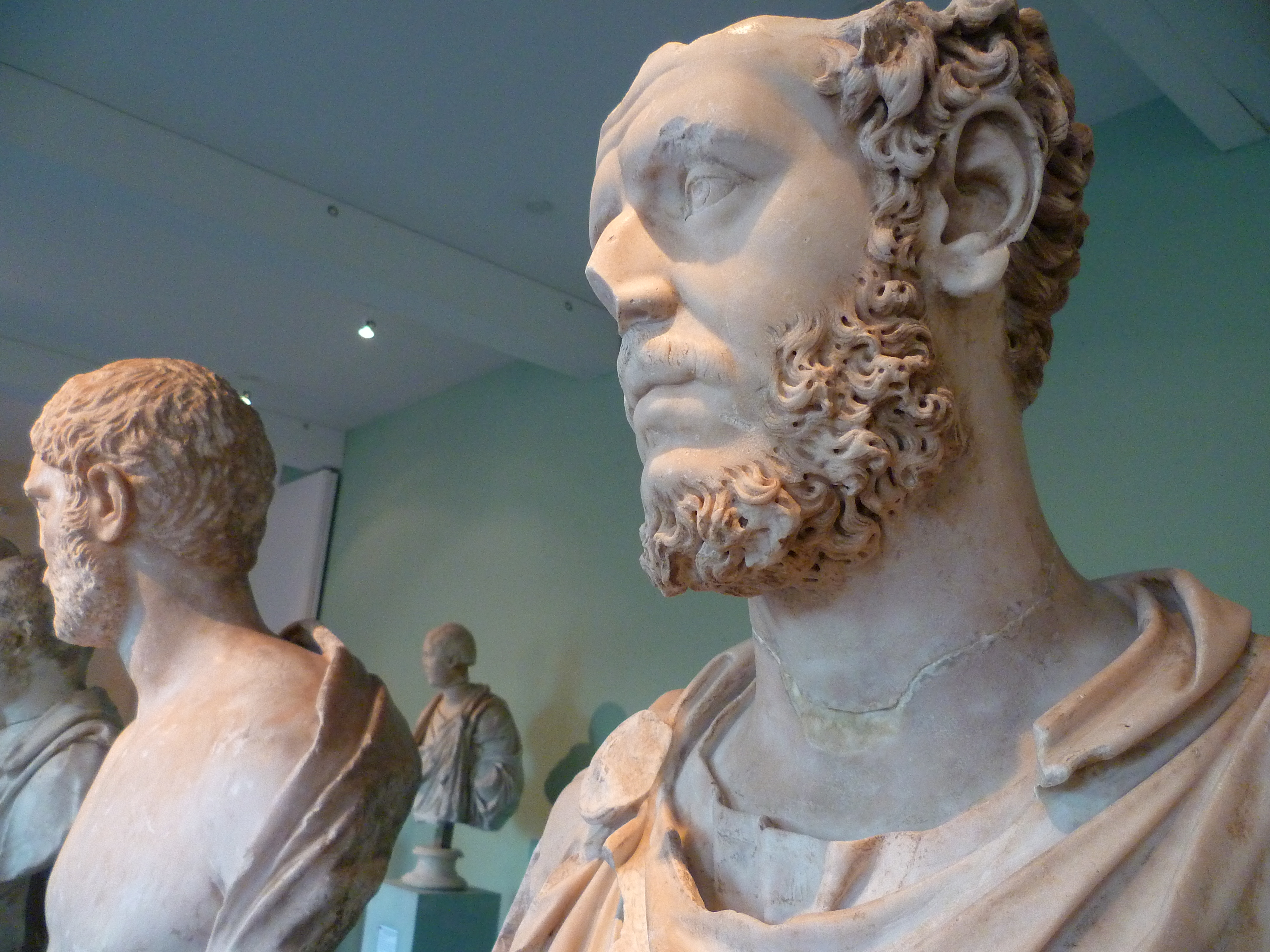
Zwei Büsten ebd.